# Sarimah Akbar

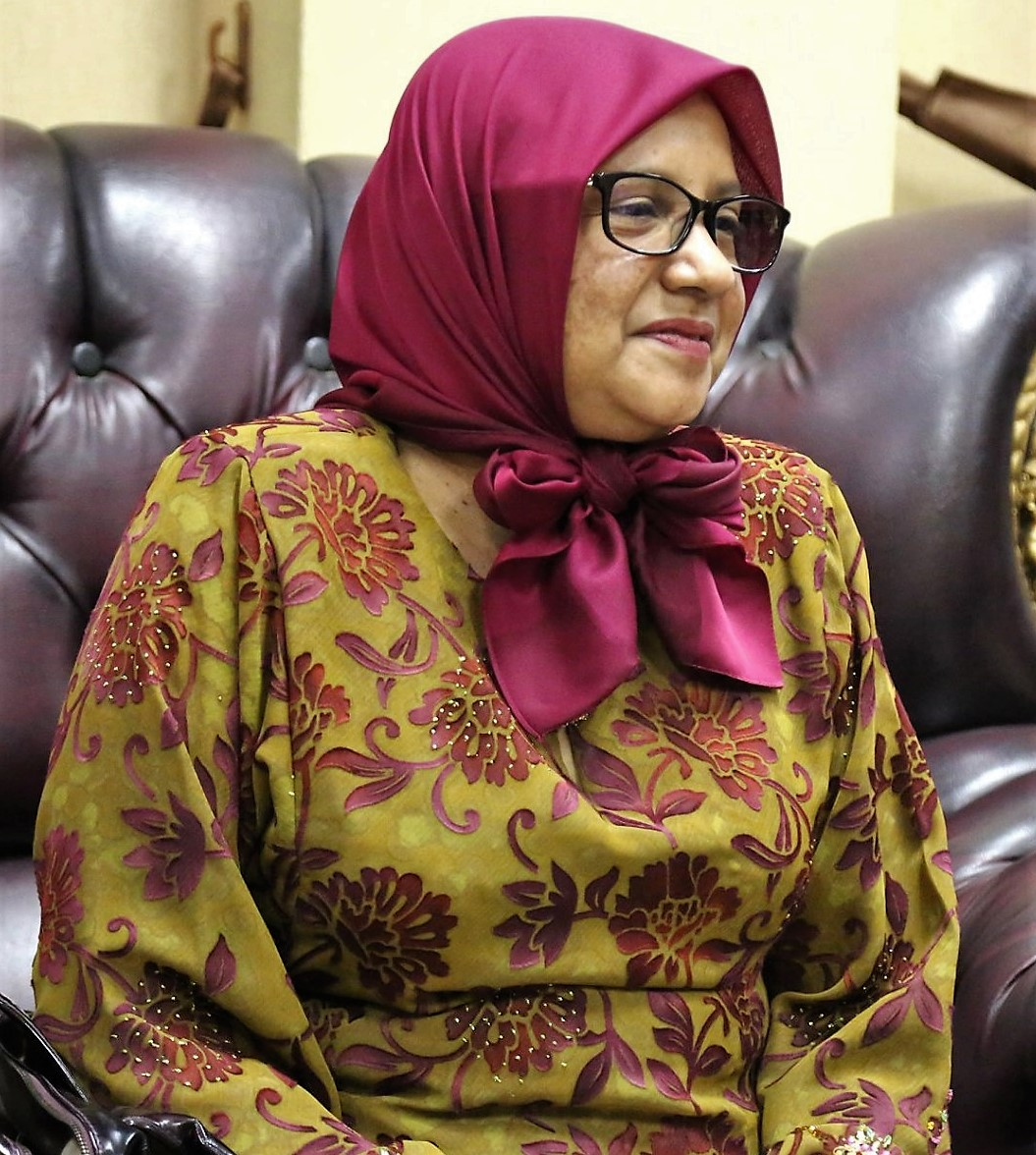
Sarimah Akbar (2020)

Sarimah Akbar (* 1966/67) ist eine Diplomatin aus Malaysia.

## Werdegang
Akbar begann ihre Karriere als Beamtin in der Verwaltung und des Diplomatischen Dienstes im Außenministerium Malaysias 1996. Bis 1997 war sie in der Finanzabteilung tätig und bis 1999 in der Abteilung Ostasien. Von 1999 bis 2003 war Akbar Assistenzsekretärin in der malaysischen Botschaft in Tokio (Japan) und von 2003 bis 2004 Assistenzsekretärin in der Abteilung Südostasien im Außenministerium. Von 2009 bis 2012 war sie Beraterin am Hochkommissariat Malaysias in London.
Seit 2017 war sie Untersekretärin in der Abteilung „Kambodscha, Laos Myanmar und Vietnam (CLMV) und Ozeanien“. Am 5. Juli 2018 wurde Akbar im Alter von 51 Jahren zur Botschafterin Malaysias in Osttimor ernannt, wo sie bis Mai 2021 blieb.